# Microsoft Flight Simulator
Microsoft Flight Simulator (conocido también como MSFS, MFS o FS) es una serie de simuladores de vuelo creada por SubLOGIC en 1979 pero comercializada por Microsoft desde 1982. Es una de las marcas más antiguas de Microsoft, más antigua incluso que el sistema operativo Windows puesto que Microsoft empezó la comercialización de Microsoft Flight Simulator en 1982 mientras que lanzó el sistema Windows tres años más tarde, en 1985. De las series de videojuegos para computadora personal que todavía están en uso hoy en día, Microsoft Flight Simulator podría ser una de las más antiguas o incluso puede que la más antigua. La versión actual salió a la venta el 18 de agosto de 2020 y se titula oficialmente Microsoft Flight Simulator, aunque se la conoce popularmente como Microsoft Flight Simulator 2020.

## Historia
Microsoft Flight Simulator comenzó como una serie de artículos sobre gráficos por ordenador escrito por Bruce Artwick en 1976 sobre un ordenador de gráficos en 3D. Cuando el editor de la revista dice que los suscriptores querían comprar el programa, Bruce Artwick lo incorporó a una empresa llamada subLOGIC Corporation en 1977 y comenzó a vender los simuladores de vuelo para las computadoras como la Altair 8800 y la IMSAI 8080.
Bruce Artwick comenzó el desarrollo de Flight Simulator en el año 1977. Su compañía, subLOGIC, inicialmente distribuyó el juego para varias computadoras personales. En 1981, Artwick fue contactado por Microsoft, quien estaba interesado en crear el "juego definitivo" que podría demostrar gráficamente la diferencia entre los antiguos ordenadores de 8 bits como la Apple II contra los nuevos de 16 bits como el IBM PC que estaba aún en desarrollo. En 1982, se licenció una versión de Flight Simulator para el IBM PC a Microsoft, quien lo vendió como Microsoft Flight Simulator 1.00.
En 1979, subLOGIC liberó Flight Simulator para el Apple II, en 1980, publicó una versión para el Tandy TRS-80 y en 1982 se licencia una versión para PC de IBM con gráficos CGA a Microsoft dando lugar a Microsoft Flight Simulator 1.0. En los primeros días, el simulador de vuelo se utilizó como prueba no oficial del grado de compatibilidad de un nuevo modelo de Computador Personal, junto con Lotus 1-2-3. 
SubLOGIC continuó desarrollando el producto para otras plataformas y la mejora de su simulador de vuelo II fue portado a Apple II en 1983 para la Commodore 64, MSX y Atari 800 en 1984, y para el Commodore Amiga y Atari ST en 1986. Mientras tanto, Bruce Artwick funda "Bruce Artwick Organization" para trabajar en las versiones posteriores, empezando con Microsoft Flight Simulator 3.0 en 1988. Microsoft Flight Simulator alcanza la madurez comercial con la versión 3,1, para pasar más tarde a abarcar el uso de gráficos en 3D y aceleración gráfica por hardware convirtiéndose en una técnica estándar para sus productos.
Microsoft ha seguido produciendo nuevas versiones de Flight Simulator, añadiendo características tales como nuevos tipos de aeronaves y paisaje detallado. Las versiones 2000 y 2002 estaban disponibles en ediciones "Standard Edition" y "Professional Edition", esta última incluía aeronaves, instrumentos y escenografía más amplia que la versión "Estándar". Así, Flight Simulator 2004 solo tuvo una edición mientras Flight Simulator X, publicado en 2006, ha vuelto a la edición doble con un "Standard Edition" y una "Deluxe Edition".
Flight Simulator 2004 y Flight Simulator X, tratan por igual a los pilotos, los aspirantes a pilotos y personas que alguna vez soñaron con ser pilotos. El área de vuelo abarca el mundo entero, en diferentes niveles de detalle, incluyendo más de 20000 aeropuertos. La escenografía detallada se puede encontrar en representación de los principales hitos y un número cada vez mayor de pueblos y ciudades. Ciertos paisajes detallados son a menudo irregulares lejos de los centros de población y en particular fuera de los Estados Unidos, a pesar de una variedad de páginas que ofrecen paisajes add-ons (ambos libres y comerciales) para poner remedio a esto.
Las dos últimas versiones incorporan una sofisticada simulación del clima, con la posibilidad de descargar del mundo real datos meteorológicos, un variado entorno del tráfico aéreo incluidos interactivo de Control del Tráfico Aéreo (aunque el MSFS serie no fue el primero en hacerlo) y un gran número de recursos que incluyen lecciones interactivas y desafíos, listas de control y las aeronaves. Además, las dos últimas versiones de Microsoft Flight Simulator tienen un "modo kiosco", que permite que la aplicación se ejecutará en los quioscos. Es la amplia disponibilidad de las actualizaciones y add-ons, ambas libres y comerciales, que dan la flexibilidad del simulador.
La versión más reciente de este simulador es Microsoft Flight Simulator X, puesta a la venta en el mercado americano el 27 de octubre de 2006. Con esta versión, Microsoft celebra los 25 años de su famosa saga de simuladores de vuelo. Esta versión fue precedida por Microsoft Flight Simulator 2004, con la que Microsoft quiso celebrar el centenario de la aviación iniciada con el famoso vuelo de los hermanos Wright y Microsoft Flight Simulator 2002, donde Microsoft introdujo por primera vez el sistema ATC de control de tráfico aéreo.
En enero de 2009, Microsoft cerró ACES Game Studio, división entonces responsable de la franquicia, En agosto de 2010, Microsoft renovó la nueva página web de FS y en una escueta nota indicó que estaba en preparación una nueva versión que se denominaría Microsoft Flight.
El 10 de julio de 2014, Microsoft estuvo en una reunión con Dovetail Games, En la que desmintieron que no iba a haber más entregas en la franquicia de simuladores de vuelo, Dovetail Games se quedó desarrollando el juego mientras que Microsoft abandonó el desarrollo del juego, fue lanzado en enero del 2015.
El día 9 de junio de 2019 Microsoft anuncio un nuevo Flight Simulator 

### Historial de versiones
- 1982 – Flight Simulator 1.0
- 1983 – Flight Simulator 2.0
- 1988 – Flight Simulator 3.0
- 1989 – Flight Simulator 4.0
- 1993 – Flight Simulator 5.0
- 1995 – Flight Simulator 5.1
- 1996 – Flight Simulator 95
- 1997 – Flight Simulator 98
- 1999 – Flight Simulator 2000
- 2001 – Flight Simulator 2002
- 2003 – Flight Simulator 2004
- 2006 – Flight Simulator X
- 2012 – Microsoft Flight
- 2014 - Flight Simulator X: Steam Edition
- 2020 -  Microsoft Flight Simulator 2020[1]
- 2024 - Microsoft Flight Simulator 2024

### Idiomas
Entre otros: español, chino mandarín, inglés, alemán, francés, ruso.

### Mandos
Para dirigir el vuelo en este simulador se tienen tres opciones:
- Con un joystick: con este accesorio es más sencillo que controlar con el teclado y brinda una experiencia más realista.
- Con el teclado: es mucho más difícil controlar los aviones con este sistema.
- Con el ratón: es más fácil que usar el teclado, y brinda niveles de realismo similares a los que brinda el joystick.